# Мубарак-Ходжа
Мубарак-Ходжа (д/н — 1344) — 7-й хан Білої Орди у 1337/1338—1344 роках.

## Життєпис
Походження його дискусійні: одні вчені вважають його сином Саси-Буки або Ерзен-хана.інші — сином Бузкулака зроду Тукатимуридів. Втім на той час. коли ханиЗолотоїОрди були доволіпотужними є неймовірними, щоб представник і володар одного улуса спокійно зайняв улус іншого роду.
1337/1338 року після смерті Ерзен-хана спадкував владу. На той час потугаханів Білої Орди значно зросла, що дозволило Мубарак-Ходжі голосив незалежність і почати карбувати мідні монети зі своїм ім'ям і титулом султан. У 1340/1341 року Узбек-хан відправив проти Мубарак-Ходжі військо на чолі із своїм сином Тінібеком. Останній завдав поразки Мубарак-Ходжи захопив Сигнак.
1341 року раптово помирає Узбек-хан, внаслідок чого Тінібек повертається до Сарай-Берке. В свою чергу Мубарак-Ходжа відвоював втраченні володіння. Але 1342 року новий хан Джанібек відправив військо проти хана Білої Орди. Остаточно зазнав поразки Мубарак-Ходжа у 1344 році. Новим володарем Білої Орди було поставлено небожа Чимтая. Мубарак-Ходжа помер у володіннях єнісейських киргизів.